# Scordatura

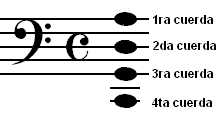
Afinación habitual de las cuerdas de un violonchelo

Una scordatura es un cambio en el orden del tono de una o varias cuerdas de un instrumento, para  tocar determinada música o pieza musical. Se cree que fue inventada por el compositor italiano del siglo XVII Marco Uccellini.
Los instrumentos de cuerda tienen un o orden habitual o estándar en el tono de cada cuerda. En el violonchelo, por ejemplo, se estila así:
- 1.ª cuerda: la3
- 2.ª cuerda: re3
- 3.ª cuerda: sol2
- 4.ª cuerda: do2

Sin embargo, hay gran variedad de piezas, estilos y músicas que —por cuestiones de digitación o de registro— necesitan cambiar esas afinaciones habituales; es decir, requieren una scordatura. Siguiendo con el ejemplo del violonchelo, puede verse que en obras como la Suite n.º 5 para violonchelo solo, de Johann Sebastian Bach, el compositor ha requerido una scordatura:
- 1.ª cuerda: sol3
- 2.ª cuerda: re3
- 3.ª cuerda: sol2
- 4.ª cuerda: do2

Las scordaturas no sólo se utilizan en el sistema temperado: pueden también tener variaciones de microtonos.

## Otras consideraciones
Una scordatura puede utilizarse por varios motivos. Entre ellos:
- Para facilitar la digitación: de esta manera, se pueden ejecutar con mayor facilidad pasajes que en un instrumento con afinación estándar serían muy difíciles de realizar. Paganini fue un maestro de esta técnica.[2]
- Para conseguir otras posibilidades sonoras, ya que, con esto, se puede:
  - ampliar el registro o la tesitura habitual de un instrumento (por ejemplo, en transcripciones para guitarra es común utilizar en ocasiones una scordatura donde se baje la cuerda más grave en un semitono o un tono);
  - conseguir otras posibilidades armónicas como acordes y arpegios, unísonos, octavas, etcétera, que habitualmente no pueden realizarse o son de extremada dificultad;
  - conseguir otras posibilidades espectrales, sobre todo en las scordaturas de variaciones microtonales. Por ejemplo, se pueden hacer scordaturas en un piano o en un arpa para poder tocar escalas de más de 12 notas o incluso llegar a las llamadas scordaturas espectrales, que permiten escalas de 36 notas o más. Un resultado parecido al de la scordatura espectral puede obtenerse en grupos de instrumentos de cuerda donde subgrupos tengan scordaturas distintas entre sí, garantizando así que se llenen ciertas zonas del espectro.
- No debe confundirse scordatura con afinación (o frecuencia de afinación), a pesar de que la scordatura es, en sí, un tipo de afinación. Se puede tocar con una misma scordatura en distintas afinaciones. Siguiendo con el ejemplo anterior de la Suite n.º 5 para chelo solo, de Bach, esta tiene una scordatura particular pero se toca tanto en afinación estándar actual (la4 = 440 Hz) como también en afinaciones propias de la música antigua (como la4 = 415 Hz).

## Ejemplos musicales

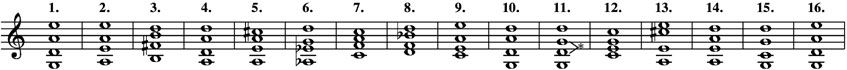
Sonatas del Rosario

- Sonatas del RosarioLas sonatas del Misterio (Rosenkranzsonaten), conocidas como sonatas del Rosario, de Heinrich Ignaz Franz Biber, en las que se encuentran 15 diferentes formas de afinaciones.